# Scottish Football Alliance
La Scottish Football Alliance est le nom donné à plusieurs compétitions de football en Écosse entre 1891 et 1957.
La Scottish Alliance est un des championnats créés en Écosse en parallèle de la Scottish Football League, lancée en 1890. Il subsiste sous différentes formes jusqu'en 1897, malgré le départ de plusieurs clubs pour la compétition concurrente en 1893, avec la création de la seconde division, compensé par l'arrivée de plusieurs clubs de la Scottish Football Federation. En 1905-1906, la compétition est brièvement relancée par des clubs de l'Est du pays rejoints par l’équipe réserve du Rangers FC, avant que ces derniers ne rejoignent la Scottish Union. 
La Scottish Alliance reprend vie de 1919, en mélangeant les équipes réserves des principaux clubs du pays (issus de la Scottish Reserve League fermée en 1915) et des clubs plus modestes. En 1938-1939, la compétition redevient le temps d'une saison un championnat d'équipes réserves pour des raisons financières. Les dirigeants reviennent sur leur décision l'année suivante, mais la compétition est interrompue par la guerre en 1940.
La dernière référence à une Scottish Alliance date de la saison 1956-1957, comme championnat des équipes réserves de clubs de deuxième division.